# Nieuw Front
Het Nieuw Front, volledig het Nieuw Front voor Democratie en Ontwikkeling, was een politieke alliantie in Suriname die bestond van 1987 tot 2015. De alliantie deed zes keer mee aan de verkiezingen, namelijk in: 1987, 1991, 1996, 2000, 2005 en 2010.

## Alliantie
Nieuw Front bestond in 1987 aanvankelijk uit de volgende drie partijen:
- de creoolse Nationale Partij Suriname (NPS) van voorzitter Ronald Venetiaan
- de Hindoestaanse Vooruitstrevende Hervormingspartij (VHP) van voorzitter Ramdien Sardjoe
- de Javaanse Kerukunan Tulodo Prenatan Inggil (KTPI) van voorzitter Willy Soemita

Vanaf de verkiezingen van 1991 sloot daarbij aan:
- de vakbondspartij Surinaamse Partij van de Arbeid (SPA) van voorzitter Fred Derby

Voor de verkiezingen van 2000 verliet de KTPI het Nieuw Front, met als vervanger:
- de eveneens Javaanse Pertjajah Luhur (PL) van voorzitter Paul Somohardjo

Voor de verkiezingen van 2010 verliet de PL het Nieuw Front, met als vervanger:
- Democratisch Alternatief '91 (DA '91)

## Surinaamse parlementsverkiezingen 2000
Bij de parlementsverkiezingen van 2000 behaalde het Nieuw Front 47,5% van het aantal geldig uitgebrachte stemmen en 33 van de 51 zetels in De Nationale Assemblée. Ronald Venetiaan (NPS) was de presidentskandidaat namens het Nieuw Front en deze versloeg zijn tegenkandidaat Rashied Doekhi (NDP/ Millennium Combinatie) en werd voor de tweede keer president van Suriname.

## Parlementsverkiezingen 2005
In 2005 behaalde het Nieuw Front 41,2% van het aantal geldig uitgebrachte stemmen en 23 zetels. Het Nieuw Front vormde toen een coalitie met de Pertjajah Luhur van Paul Somohardjo en de A-Combinatie van Ronnie Brunswijk en Ronald Venetiaan, de presidentskandidaat van het Nieuw Front, werd wederom president van Suriname. Zijn tegenkandidaat was Rabin Parmessar namens de Nationale Democratische Partij (NDP).

## Parlementsverkiezingen 2010
Bij de parlementsverkiezingen van mei 2010 onderging het Nieuw Front een nederlaag door maar 31,65 % van de stemmen te behalen. Hierdoor heeft het Nieuw Front momenteel 14 zetels in het parlement, waarvan acht voor de Vooruitstrevende Hervormingspartij, vier voor de Nationale Partij Suriname, een voor de Surinaamse Arbeiders Partij en eveneens een voor het Democratisch Alternatief '91.
Het Nieuw Front was de eerste partij die benaderd werd door de Megacombinatie, die met 23 zetels de grote winnaar van de verkiezingen van 2010 was, om een coalitie te vormen. Vanwege de principiële bezwaren die het Nieuw Front had tegen een samenwerking met Desi Bouterse, werd dit voorstel afgewezen. Doordat de Pertjajah Luhur en A Combinatie, de oude partners van het Nieuw Front, hun steun gaven aan de Megacombinatie, werd Desi Bouterse op 19 juli 2010 met 36 van de 50 parlementaire stemmen gekozen tot de negende president van Suriname (het 51ste lid van De Nationale Assemblée was Venetiaan wiens ambt als president niet kon worden gecombineerd met het lidmaatschap van het parlement). Chan Santokhi (VHP), de presidentskandidaat namens het Nieuw Front, kreeg dertien stemmen. Een parlementariër had zich van stemming onthouden.
Het Nieuw Front belandde, na tien jaar aan de macht te zijn geweest in de oppositiebanken. Het is de tweede keer sinds de herinvoering van de democratie in 1987 dat het Nieuw Front in de oppositie zit. De eerste keer was na de verkiezingen van 1996 toen vijf parlementariërs van de VHP (onder de naam BVD-VHP) en de KTPI (voormalig lid van het Nieuw Front) overliepen naar de NDP.

## Nieuw Front 4
Aanvankelijk was er een vierde Nieuw Front regering in de maak. Nadat er geen overeenkomst kon worden bereikt over de verdeling van de ministersposten en de topposities zoals president, vicepresident en voorzitter van het parlement, zetten de A Combinatie en Pertjajah Luhur de onderhandeling met de Megacombinatie stop en besloten de twee partijen wederom in zee te gaan met het Nieuw Front. "We hebben de intentie gehad om een samenwerking aan te gaan met de Megacombinatie", aldus Caprino Alendy, voorzitter van de grootste partij binnen de A-Combinatie. "Maar op weg daarnaartoe zijn we zoveel struikelblokken tegengekomen dat het verstandiger is om deze samenwerking stop te zetten". Ook maakte de A-Combinatie in een brief aan de Megacombinatie duidelijk dat de gemaakte intentieverklaring met hen niet meer geldig was. Volgens Ronnie Brunswijk werd zijn partij ook uitgespeeld tegen die van Paul Somohardjo.
Op 27 juni 2010 werd de samenwerkingsovereenkomst tussen het Nieuw Front, de A-Combinatie en de Pertjajah Luhur getekend. Deze politieke samenwerking leverde 27 zetels op tegenover de 23 zetels van Megacombinatie; de resterende zetel was van Carl Breeveld van de DOE-partij. Besloten werd dat VHP en de partij voor Broederschap en Eenheid in de Politiek (BEP) (met vier zetels de grootste partij binnen de A-Combinatie) respectievelijk de president en vicepresident mochten voordragen, terwijl de Pertjajah Luhur wederom invulling mocht geven aan het voorzitterschap van De Nationale Assemblée. Op 29 juni maakte Brunswijk in een persconferentie bekend dat overeengekomen was dat Ramdien Sardjoe, Caprino Alendy en Paul Somohardjo respectievelijk president van Suriname, vicepresident van Suriname en assembleevoorzitter zouden worden.
Maar zo ver kwam het niet, want doordat op 30 juni 2010 Jennifer Geerlings-Simons, en niet Paul Somohardjo, gekozen werd als voorzitter van De Nationale Assemblée, werd duidelijk dat twee leden van de 'vierde Nieuw Front coalitie' niet volgens partijdiscipline gestemd hadden. Simons kreeg 26 van de 50 parlementaire stemmen (de stem van Ronald Venetiaan telde niet mee vanwege zijn ambt als president), terwijl Somohardjo maar 24 kreeg. Volgens Simons betekende de uitslag dat enkele parlementariërs niet hebben gestemd op Somohardjo omdat zij ontevreden zouden zijn over de wijze waarop Somohardjo in de periode 2005-2010 invulling gaf aan de functie van parlementsvoorzitter. "Ik vind partijdiscipline erg belangrijk, maar wanneer de ontevredenheid zo groot is dat het tegen je geweten in gaat, houdt de partijdiscipline op", zei Simons na haar overwinning.
Kort na de overwinning van Simons werd in de Surinaamse media gespeculeerd over eventuele omkoping bij de verkiezing van Simons. Toenmalig minister van Justitie en Politie, Chan Santokhi, zei op 11 juli 2010 dat er "grof geld" betaald was om de stem van twee parlementsleden om te kopen. Parlementariër Winston Jessurun (DA'91/Nieuw Front) zei dat het zou gaan om een bedrag dat tussen de US$ 200.000 en US$ 500.000 varieert.
Na de onverwachtse overwinning van Simons zei Brunswijk dat hiermee het vertrouwen in de partners geschonden was en dat hij een eventuele verdere samenwerking niet meer mogelijk was. Opmerkelijk was dat door justitieel onderzoek bleek dat de twee parlementsleden die omgekocht zouden zijn uit de Algemene Bevrijdings- en Ontwikkelingspartij (ABOP), de partij van Brunswijk, kwamen. Brunswijk was woest hierover en zei: "Er zitten geen verraders in mijn partij !". Ook zei Brunswijk dat alle zeven parlementariërs van A-Combinatie hun stemgedrag konden aantonen met behulp van foto’s van hun stembiljetten die zij in de stemhokjes met hun mobiele telefoons hadden gemaakt. Ook opmerkelijk was dat voorzitter Brunswijk van tevoren aan deze parlementariërs de opdracht gaf om dit te doen. Ook toonde Ronnie Brunswijk  tijdens de verkiezing demonstratief zijn ingevuld stembriefje aan het publiek. Hij had wel op Somohardjo gestemd.
Brunswijk en zijn partij gingen terug naar de onderhandelingen met de Megacombinatie. En hetzelfde deed de Pertjajah Luhur. De partij van Brunswijk mocht de vicepresident voordragen en de partij van Somohardjo mocht invulling geven aan vijf ministersposten.

## Parlementsverkiezingen 2015
Nieuw Front deed niet mee aan de verkiezingen van 2015. Alle deelnemende partijen maakten in dit jaar deel uit van een nog grotere coalitie onder de naam V7.